# Georges (album)
Pour les articles homonymes, voir Georges.
Albums de Sylvie Vartan
Ta sorcière bien aimée
(1976) Dancing Star
(1977)
Georges est le 17e album (et une chanson) de la chanteuse Sylvie Vartan publié en 1977 et produit par Jacques Revaux.
L'album contient Petit rainbow, un des plus grands succès que la chanteuse a rencontré au cours de la décennie.
Sylvie retrouve ici Michel Mallory sur cinq des onze titres que compte l'album : Georges, Bla bla bla,Je vivrai pour deux, Mon ciel de lit et Talking about love.
La chanson Petit rainbow fait office de locomotive à l'album. Sylvie l'enregistrera également dans sa version originale Summer Love Sensation et également en allemand pour le marché germanique.
Sylvie fera la promotion du single dans bon nombre d'émissions et l'intégrera dans la set list de ses concerts au Palais des congrès en 1977. La chanson ne sera reprise que durant les derniers concerts de 1995, fera partie intégrante de la série de concerts en 2004 et sera interprétée quelquefois durant les concerts de 2008 notamment à Paris.
Le second single extrait de l'album sera celui qui lui a donné son nom. Le bien-nommé Georges est une adaptation de la chanson Georges disco tango de Pat Simon. Les couplets de la chanson sont chantés sur un tempo disco alors que les refrains sont égrainés sur un rythme tango. Tout comme le premier extrait, celui-ci sera chanté sur scène durant 3 ans pour être abandonné par la suite. Sylvie rechantera une seule fois la chanson à la demande du public au cours d'un concert à Paris en 2008.

## L'album
- Georges
- Bla bla bla
- Je pardonne (version Française de la chanson de Léo SAYER "When I need you")
- Talking About Love
- Mon ciel de lit
- Une blonde, une brune
- Petit rainbow
- Arrête de rire
- Je vivrais pour deux
- Les Rendez-vous en secret
- Profites-en

L'album a été édité deux fois. La première édition comporte une erreur de frappe dans le titre Petit raiMbow et une version alternative de Talking About Love.

## Les extraits
- Petit rainbow / Bla, bla, bla.
- Georges / Arrête de rire.